# Double Dragon III: The Sacred Stones
Double Dragon III: The Sacred Stones, in Giappone Double Dragon III: The Rosetta Stone, è un videogioco picchiaduro a scorrimento pubblicato nel 1991 per Nintendo Entertainment System dalla Acclaim Entertainment in Occidente e dalla Technos Japan Corporation (autrice originale) in Giappone. Fa parte della serie Double Dragon ed è una versione di Double Dragon 3: The Rosetta Stone, ma piuttosto diverso dal gioco uscito per le altre piattaforme, sebbene ambientato negli stessi luoghi del mondo. Il giocatore controlla un esperto di arti marziali che può essere uno dei fratelli Billy e Jimmy Lee, protagonisti della serie, oppure uno dei personaggi orientali Chin e Ranzou (l'unico armato di spada), aventi capacità differenti e un'arma secondaria limitata differente.